# Landschaftsschutzgebiet Mosebecke

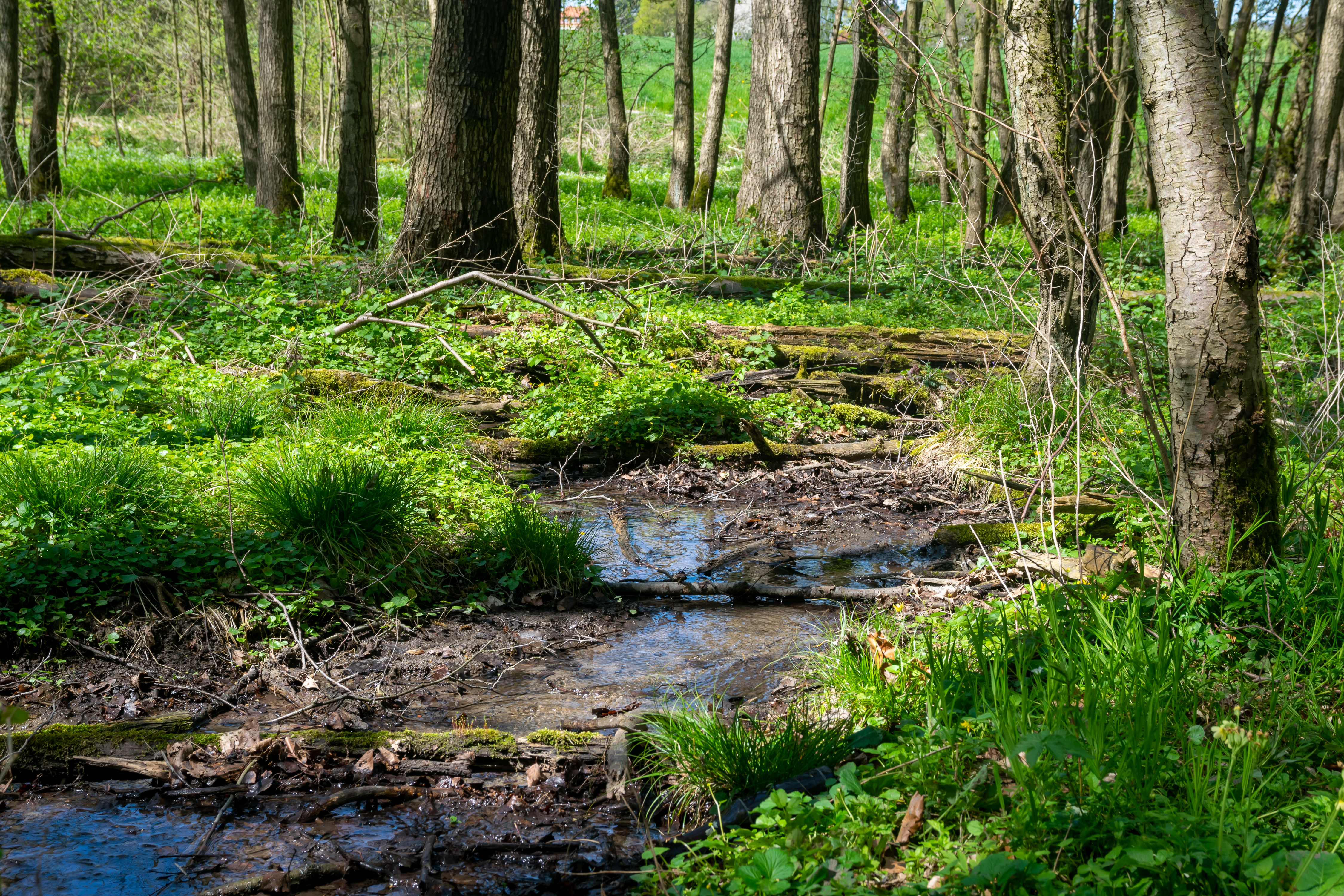
Landschaftsschutzgebiet Mosebecke; Seitenarm des Tegelbachs

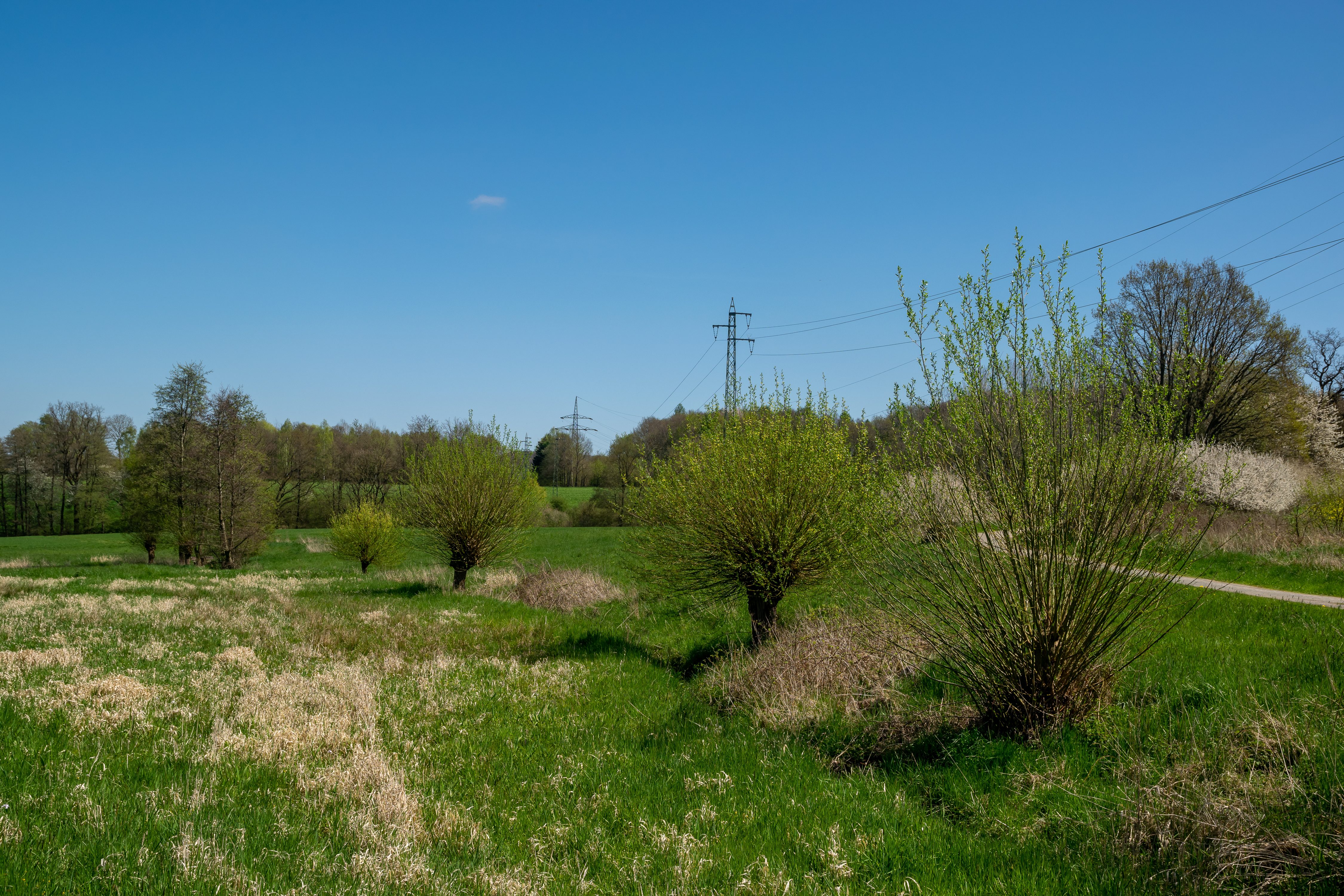
Offenlandbereich im Schutzgebiet

Das Landschaftsschutzgebiet Mosebecke mit etwa 7 ha Flächengröße liegt am südlich von Mosebeck im Stadtgebiet von Detmold. Es wurde 2006 mit dem Landschaftsplan Detmold durch den Kreistag des Kreises Lippe als Landschaftsschutzgebiet (LSG) ausgewiesen. Das LSG grenzt teilweise an die Bebauung.

## Beschreibung
Das LSG umfasst einen Biotopkomplex mit Bachläufen und sich in den Bachauen anschließendem Grünland. Das Grünland hat teilweise eine feuchte bis nasse 
Ausprägung. Der Quellbereich Mosebecke liegt in einem Erlen-Eschenwald. Die Umgebung des Baches ist von Wiesen, Weiden, Hecken, Geländekanten und zahlreichen 
Gebüschstrukturen geprägt. Die Mosebecke ist im Unterlauf etwa 2 m breit hat eine steinige Bachsohle. Am Unterlauf ist sie zudem stellenweise begradigt und durchgehend von einem Erlen-Ufergehölz gesäumt. 
Der Tegelbach, der in die Mosebecke mündet, ist ähnlich strukturiert und zudem durch einige Hohlwege gegliedert.

## Schutzzwecke für das LSG
Laut Landschaftsplan erfolgte die Ausweisung des LSG
- „zur Erhaltung und Wiederherstellung der Leistungsfähigkeit des Naturhaushaltes in ökologisch besonders wertvoll strukturierten Bereichen mit Wasser-, Klima- und Biotopschutzfunktionen,“
- „zur Erhaltung und Wiederherstellung von Quellbereichen und naturnahen Fließgewässern, Wald- und Grünlandbereichen unterschiedlicher Feuchtestufen, Feldgehölzen, Hecken und Obstwiesen,“
- „zur Erhaltung morphologisch ausgeprägter Bereiche zur Sicherung der landschaftlichen Eigenart und Vielfalt für die Erholung,“
- „zur Erhaltung wertvoller Biotopkomplexe aus Wald-Grünlandbereichen, Fließgewässern und Quellen sowie Biotopen nach § 62 LG mit wichtigen Refugial-, Puffer-, Trittstein- und Vernetzungsfunktionen,“
- „zur Erhaltung und Wiederherstellung wichtiger Rückzugsräume für die bedrohte Tier- und Pflanzenwelt,“
- „zur Sicherung der das Orts- und Landschaftsbild gliedernden und belebenden und die dörflichen Siedlungsstrukturen prägenden Freiraumelemente.“[1]

## Rechtliche Vorschriften
Im Landschaftsschutzgebiet ist unter anderem das Errichten von Bauten und Fischteichen verboten. Grün- und Brachland darf nicht in eine andere Nutzungsart umgewandelt oder umgebrochen werden.